# آغاز (فیلم ۲۰۱۹)
آغاز (به تامیلی: Airaa) و (به انگلیسی: The beginning) فیلمی هندی محصول سال ۲۰۱۹ و به کارگردانی سارجون کی‌ام است. در این فیلم بازیگرانی همچون نایانتارا، کالایاراسان و یوگی بابو ایفای نقش کرده‌اند.